# HD246685
HD246685 є хімічно пекулярною зорею спектрального класу
A й має видиму зоряну величину в смузі V приблизно 11,7.